# دره امبر
دره امبر (به انگلیسی: Amber Valley) یک منطقهٔ مسکونی در بریتانیا است که در دربی‌شر واقع شده‌است.